# Hrethel
Hrethel är en geatisk kung omnämnd i Beowulfkvädet. Hans urnordiska namnform torde ha varit "Hrothilaz", vilket blir Rodle på nutida svenska. Hrethel var morfar till Beowulf, vars egentliga far var Eggtheow (Eggder), som tillhörde svearnas stam. Hrethel skall ha tagit livet av sig av sorg sedan en av hans söner Häthcyn (Håkan) av våda dödat sin broder Herebeald (Herbald). När Hrethel var död, såg svearna sin möjlighet att anfalla geaternas land, vilket ledde till ett långvarigt krig som antyds ha slutat med slutgiltig geatisk förlust.